# Árbol (Antas de Ulla)
Árbol (llamada oficialmente Santalla de Árbol) es una parroquia española del municipio de Antas de Ulla, en la provincia de Lugo, Galicia.

## Organización territorial
La parroquia está formada por dos entidades de población:
- Funsín
- Randulfe

## Demografía
| Gráfica de evolución demográfica de Árbol entre 2000 y 2019 |
|                                                             |
| Datos según el nomenclátor publicado por el INE.            |